# Arie den Hartog
Pour les articles homonymes, voir Den Hartog.
Arie den Hartog, né le 23 avril 1941 à Zuidland et mort le 7 juin 2018, est un coureur cycliste néerlandais.

## Biographie
Professionnel de 1964 à 1970, Arie den Hartog a notamment remporté Milan-San Remo en 1965, le Tour de Catalogne en 1966 et l'Amstel Gold Race en 1967.
Ensuite, il a un magasin de cycle à Nieuwstadt[réf. souhaitée].

## Palmarès

### Palmarès amateur
- 1962
  - Omloop van de Baronie
  - 6e et 7e étapes du Tour d'Autriche
  - 2ea étape du Tour des 12 Cantons
  - 2e de l'Olympia's Tour
  -  Médaillé de bronze du championnat du monde sur route amateurs
- 1963
  - 2eb (contre-la-montre) et 7e étapes de l'Olympia's Tour
  - Circuit de Campine
  - Tour de Frise
  - Tour du Vorarlberg :
    - Classement général
    - 1re étape

  - 2ea étape du Grand Prix François-Faber
  - 3e du Tour d'Autriche
  - 3e de l'Olympia's Tour
  - 3e du championnat des Pays-Bas de poursuite amateurs
  - 3e du Grand Prix François-Faber

### Palmarès professionnel
| - 1964 - 1re étape du Tour du Levant - 6e étape du Tour d'Andalousie - Paris-Camembert - Tour de l'Hérault - 1re étape du Grand Prix de la Bicicleta Eibarresa - Tour de Luxembourg : - Classement général - 2ea (contre-la-montre par équipes) et 3e étapes - Grand Prix de Belgique (contre-la-montre) - Grand Prix du Parisien (avec Rudi Altig et Ab Geldermans) - 2e du Grand Prix des Nations - 1965 - Milan-San Remo - Circuit d'Auvergne - 1reb étape du Tour de France (contre-la-montre par équipes) - 2e du contre-la-montre du mont Faron - 2e du championnat des Pays-Bas sur route - 2e du Grand Prix de Belgique - 3e des Quatre Jours de Dunkerque - 3e du Tour de Luxembourg - 6e de Paris-Nice - 7e de Paris-Luxembourg - 7e du championnat du monde sur route - 8e du Grand Prix des Nations | - 1966 - 2ea étape du Tour de Belgique - Tour de Catalogne : - Classement général - 5e étape - 2e du Tour de Wallonie - 2e de Bruxelles-Biévène - 5e de Paris-Nice - 1967 - Amstel Gold Race - Grand Prix du Petit Varois - 1968 - 3e du Grand Prix d'Orchies - 1969 - 2e du Grand Prix de Cannes - 3e du Tour de Luxembourg - 1970 - 3e du Tour du Nord-Ouest de la Suisse - 4e du Tour de Suisse (meilleur grimpeur) - 5e des Quatre Jours de Dunkerque |  |

## Résultats sur les grands tours

### Tour de France
4 participations
- 1965 : abandon (9e étape), vainqueur de la 1reb étape (contre-la-montre par équipes)
- 1966 : 45e
- 1968 : 26e
- 1970 : abandon (8e étape)

### Tour d'Italie
1 participation
- 1967 : abandon (15e étape)

### Tour d'Espagne
2 participations
- 1967 : 13e
- 1968 : abandon (10e étape)

## Distinction
- Cycliste espoirs néerlandais de l'année : 1962